# Квадрига (премія)

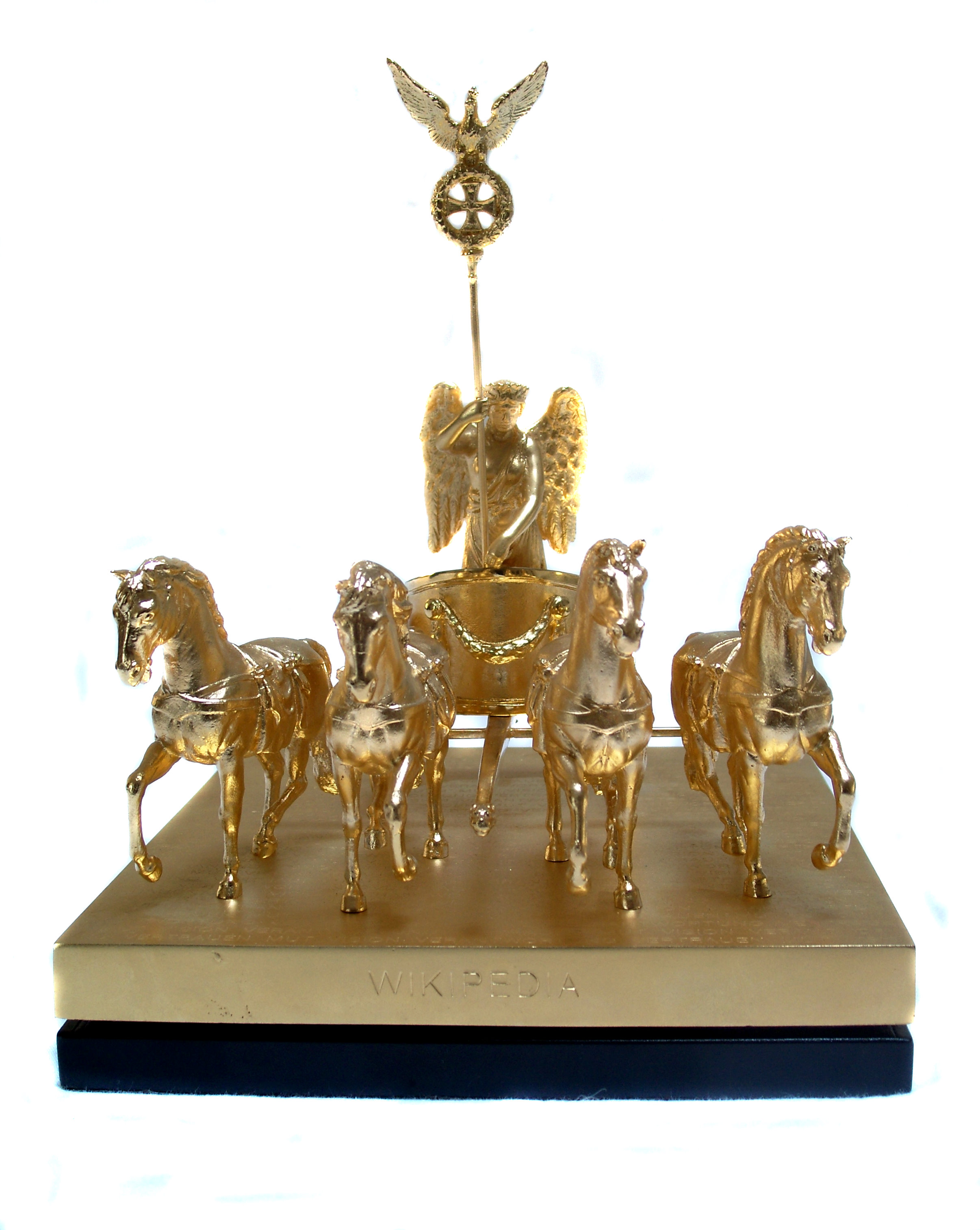
Статуетка премії Квадрига

Квадрига — щорічна нагорода, автором якої виступає Werkstatt Deutschland, некомерційна організація, заснована в Берліні. Нагорода вручається 4 особам або групам людей за їх прихильність до інновацій, оновлення, новаторський дух у політичній, економічній і культурній діяльності. Грошова складова премії дорівнює 100 тис. євро.
Премія Квадрига має вигляд статуетки, схожої на квадригу, що встановлена на вершині Бранденбурзьких воріт у Берліні. Werkstatt Deutschland представляє нагороду щороку в День німецької єдності, який відзначається на згадку про Возз'єднання Німеччини 1990 року.
Перші два роки церемонія нагородження премією відбувалася в Берлінському драматичному театрі. В період з 2005 до 2008 року церемонія проходила на сцені Берлінської комічної опери. У 2009 році нагородження премією відбулося в штаб-квартирі міністерства закордонних справ Німеччини.
У липні 2011 року спалахнув гучний скандал у зв'язку з врученням премії прем'єр-міністру Росії Володимирові Путіну. Зокрема, колишній чеський Президент Вацлав Гавел заявив, що відмовиться від врученої йому премії в разі, коли вона буде вручена Володимиру Путіну. Деякі з членів журі (в тому числі засновник Вікіпедії та член ради попечителів премії Джиммі Вейлз) заявили про свій вихід з нього. Внаслідок такої сильної критики рішення щодо вручення Володимиру Путіну премії Квадрига, було вирішено взагалі нікого не нагороджувати останньою в 2011 році.

## Лауреати

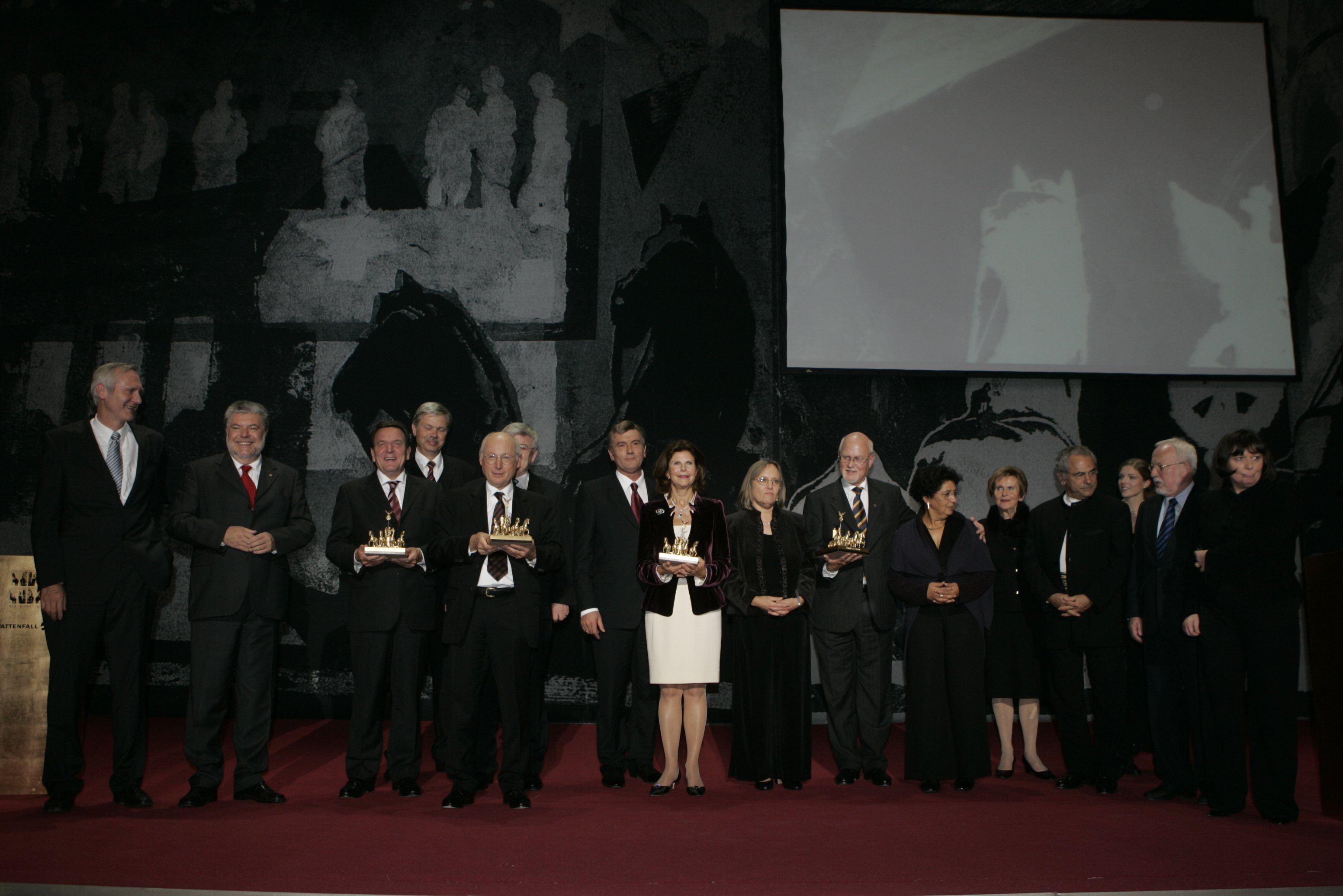
Лауреати премії Кварига 2007

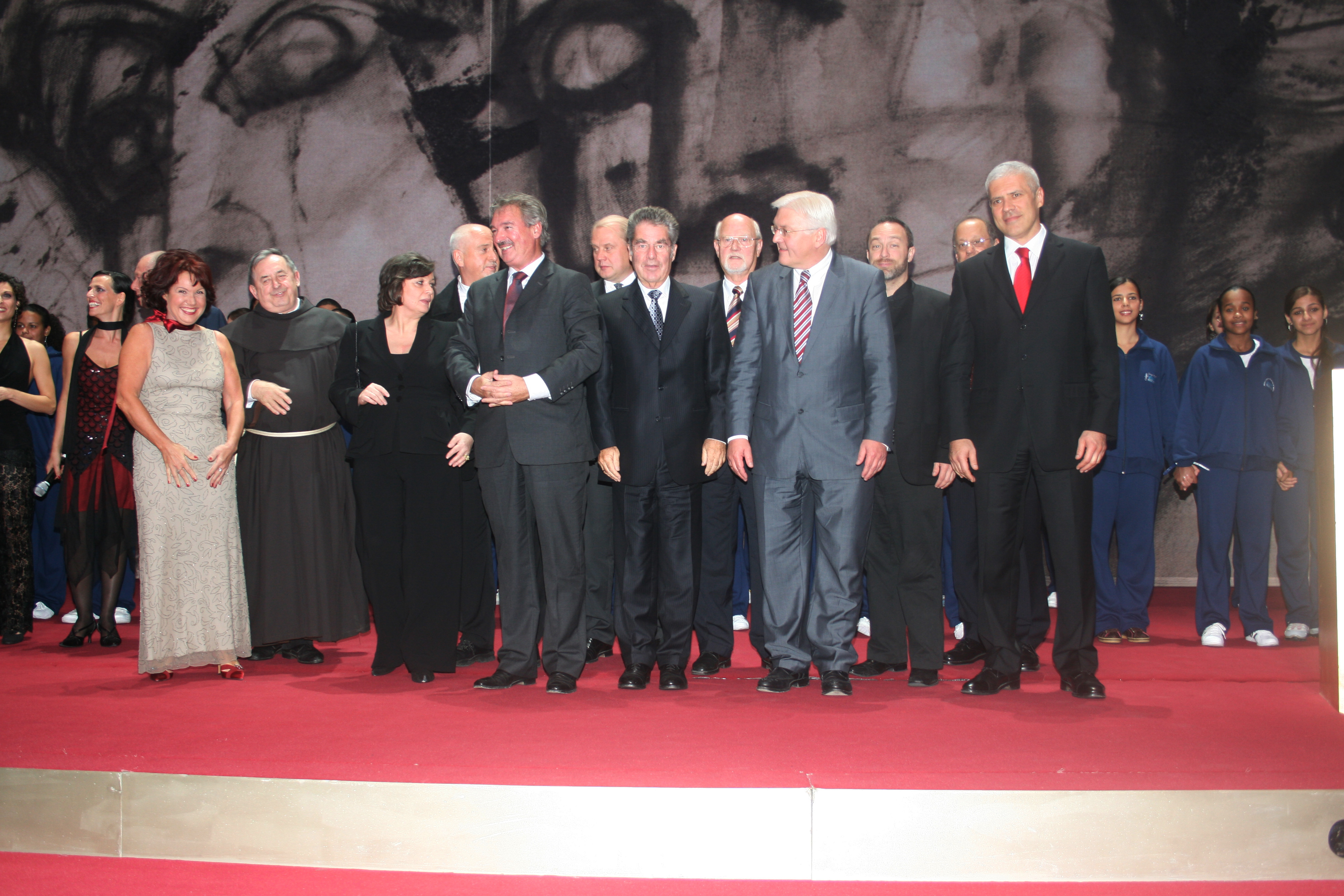
Лауреати премії Кварига 2008

2003
- Армін Мюллер-Шталь — німецький кіноактор.
- Норман Фостер — британський архітектор.
- Жан-Клод Юнкер — люксембурзький політичний діяч.
- Ейнарс Репше — латвійський політик і фінансист.
- Амал Ріфай, Оделія Ейнбіндер, Сілке Темпел — автори «Wir wollen beide hier leben: Eine schwierige Freundschaft in Jerusalem».

2004
- Реджеп Таїп Ердоган — прем'єр-міністр Туреччини.
- Ерік-Емануель Шмітт — сучасний французький письменник, драматург, філософ.
- Томас Квастгофф — німецький оперний, камерний і джазовий співак.
- Шімон Панек — чеський політик.
- Хамід Карзай — президент Афганістану.

2005
- Гельмут Коль — німецький політик, канцлер Федеративної Республіки Німеччини.
- Тім Бернерс-Лі — британський інформатик та винахідник HTTP, HTML, URI.
- Ага-хан IV — духовний лідер, імам мусульманської шиїтської громади ісмаїлітів-нізаритів.
- Кетрін Маккартні, Клер Маккартні, Донна Маккартні, Джемма Макмагон, Пола Арнольда і Бріджин Хаганс, сім'я Роберта Маккартні — жертви терактів Ірландської республіканської армії.

2006
- Шимон Перес — президент Ізраїлю.
- Рікардо Іллі — італійський бізнесмен, політик.
- Флоріан Генкель ван Доннерсмарк, німецький кінорежисер, лауреат Оскара, та німецькі актори Ульрих Мюе, Себастьян Кох за стрічку «Життя інших».
- Віктор Ющенко — Президент України.

2007
- Герхард Шредер — лідер СДПН, федеральний канцлер ФРН.
- Ейха Ель-Вафі і Філіс Родрігес — матері злочинця і жертви 11 вересня, що шукали примирення.
- Der Spiegel — щотижневий журнал Німеччини.
- Сільвія — королева Швеції.

2008
- Борис Тадич — президент Сербії.
- Екарт Гефлінг — німецький католицький священик.
- Вікіпедія, представлена Джиммі Вейлзом.
- Пітер Ґебріел — британський співак і музикант.

2009
- Жозе Мануел Дурау Баррозу — португальський політичний діяч, прем'єр-міністр Португалії, голова Європейської Комісії.
- Маріус Мьоллер-Вестернгаген — німецький актор та музикант.
- Campaign Change for Equality — організація в Ірані.
- Вацлав Гавел — чеський політик, драматург, есеїст, дисидент, президент Чехословаччини.
- Бербел Боулі — східнонімецька громадська діячка.
- Михайло Горбачов — радянський політичний діяч та єдиний в історії Президент СРСР.

2010
- «Power of Veracity» (укр. Сила істини): Йоргос Папандреу — лідер ПАСОК, прем'єр-міністр Греції[14].
- «Architecture of Unification» (укр. Архітектура уніфікації): Вольфганг Шойбле та Лотар де Мезьєр
- «Service of Responsibility» (укр. Служба відповідальності): Бундесвер, представлені Карлом-Теодором цу Гутенбергом
- «Light of Empathy» (укр. Світло емпатії): Альбрехт і Крістіна Генніг
- «Art of Interaction» (укр. Мистецтво взаємодії): Олафур Еліассон

2011
- Нагородження скасовано внаслідок скандалу довкола рішення щодо вручення премії Володимиру Путіну.[15]

## Скандал з приводу номінації Путіна
Рішення греміуму про номінацію В. Путіна викликало в німецькому суспільстві масове обурення, а в політичних колах — цілу хвилю гострої критики.
На знак протесту із призового комітету «Квадриги» вийшли: Цем Оздемір (голова партії Союз 90/Зелені, депутат Європарламенту), Едгар Вольфрум (професор історії Гайдельберзького університету), Барбара-Марія Монгайм (засновник та голова «Німецько-Польсько-Українського Товариства»). Лауреат премії 2009 року Вацлав Гавел  пригрозив повернути свою премію, а лауреат 2010 дансько-ісландський художник Олафур Еліассон 15 липня 2011 на знак протесту рішуче повернув свою премію назад. Ціла низка політиків та відомих суспільних діячів Німеччини висловились, що кандидатура Путіна є «невірною», а голова фракції зелених у Бундестагу Клаудіа Рот назвала номінацію Путіна «ляпасом» всім, хто відстоює права людини. Правниця фракції ХДС Бундестагу Еріка Штайнбах висловилась, що обличчя премії можна врятувати лише переглянувши номінацію.
Під натиском критики, Рада піклувальників премії вирішила її надання 2011 року взагалі відмінити.